# Manoel Morais Amorim
Manoel Morais Amorim, detto Morais (Maceió, 17 luglio 1984), è un ex calciatore brasiliano, di ruolo centrocampista.

## Caratteristiche tecniche
Gioca come centrocampista offensivo, ed è dotato di grande velocità ed abilità nel dribbling.

## Carriera

### Club
Morais iniziò la carriera nelle giovanili del Vasco. Classe '84, fece parte della geração de 84 (generazione del 1984), squadra giovanile del Vasco con molti giocatori nati in quell'anno che vinse molto in quattro anni. Tra gli appartenenti alla geração de 84, oltre Morais, diventarono professionisti Alberoni, Wescley, Ygor, Claudemir e Anderson. Visti i risultati ottenuti a livello giovanile, questi giocatori erano considerati promesse del calcio brasiliano.
Nel 2001, ancora nel settore giovanile, Morais iniziò ad allenarsi con la prima squadra per volere dell'allora allenatore Hélio dos Anjos, che riponeva grandi speranze in lui. Nel 2002 fu introdotto definitivamente in prima squadra. La sua prima partita fu il 5 giugno, sconfitta del Vasco contro l'Americano per 4 a 3 al São Januário. Quella fu l'unica partita ufficiale giocata da Morais in quell'anno.
Al secondo anno da professionista, vinse il Campionato Carioca 2003, senza però giocare, visto che in ogni partita rimase in panchina. Morais iniziò anche a disputare partite nel Campeonato Brasileiro proprio in quella stagione; alla sua terza partita da professionista, contro l'Atlético Mineiro si procurò il rigore del pareggio. La buona prestazione gli fece guadagnare il posto da titolare nella partita seguente, contro la Juventude, sua prima esperienza come titolare in prima squadra. Rimase nel Vasco fino al 2004, quando si trasferì al Clube Atlético Paranaense. Il suo debutto nel club avvenne il 13 luglio, nella goleada dell'Atlético sul Goiás per 6 a 0. Sempre con la squadra di Curitiba vinse il Campionato Paranaense 2005. Tornò al Vasco nel secondo semestre dello stesso anno per disputare il Campeonato Brasileiro Série A 2005.
All'inizio del 2007 il giocatore ricevette una proposta dal Red Bull Salisburgo, squadra austriaca, che però venne rifiutata. Poco tempo dopo emersero interessamenti da parte del Porto e del Boca Juniors, ma il calciatore mise fine a queste voci rinnovando il contratto con il Vasco fino al 2011. Nel 2007 ricevette anche un'offerta da parte della Dinamo Zagabria, che però venne rifiutata.
Il 3 giugno 2007, in un match tra Vasco e Fluminense, al Maracanã, valido per il Campeonato Brasileiro Série A 2007, Morais subì un infortunio nella zona inguinale, che già si portava dietro da mesi e dovette rimanere lontano dai campi per 160 giorni. Tornò a giocare per il Vasco da Gama l'11 novembre, quando entrò al 76esimo minuto della partita contro il Figueirense. Nella partita successiva contro il Corinthians, giocò da titolare.
All'inizio del 2008, dopo il Torneo di Dubai, Morais fu richiesto dall'Ambrugo, ma ancora una volta l'offerta fu rifiutata.
Con il ritorno di Edmundo, nel 2008, Morais perse la maglia numero 10; scelse così il 98, in omaggio alla vittoria del Vasco nella Coppa Libertadores 1998.
Nel 2008, durante il Campeonato Brasileiro Série A 2008, il giocatore ebbe problemi all'interno del club; dopo una protesta dei tifosi, che chiedevano più concentrazione alla squadra, Morais richiese di non essere schierato in campo, adducendo problemi psicologici. Questo comportamento non fu gradito dalla dirigenza, che sospese lo stipendio al giocatore, dopo che aveva mancato degli allenamenti. Successivamente, con il ritorno del giocatore agli allenamenti, la sospensione fu revocata. Il giocatore poi lamentò un infortunio, che però non fu riscontrato dal medico della squadra e dal tecnico Tita, che disse che il problema era psicologico. A causa di questi problemi, il calciatore è stato ceduto in prestito al Corinthians per un anno.

### Nazionale
Morais è stato convocato per la prima volta in Nazionale di calcio brasiliana nel 2006, per un'amichevole contro la Norvegia,, ma non debuttò, rimanendo in panchina. Nel 2007, Morais fu anche incluso nella lista di pre-convocati per la Copa América 2007 in Venezuela, ma rimase fuori dalla lista definitiva a causa di un infortunio.

## Statistiche

### Presenze e reti nei club
Statistiche aggiornate al 30 agosto 2008.
| Stagione             | Squadra                       | Campionato           | Campionato | Campionato | Coppe nazionali | Coppe nazionali | Coppe nazionali | Coppe continentali | Coppe continentali | Coppe continentali | Altre coppe | Altre coppe | Altre coppe | Totale | Totale |
| Stagione             | Squadra                       | Comp                 | Pres       | Reti       | Comp            | Pres            | Reti            | Comp               | Pres               | Reti               | Comp        | Pres        | Reti        | Pres   | Reti   |
| -------------------- | ----------------------------- | -------------------- | ---------- | ---------- | --------------- | --------------- | --------------- | ------------------ | ------------------ | ------------------ | ----------- | ----------- | ----------- | ------ | ------ |
| 2003                 | Vasco da Gama                 | A                    | 32         | 3          | CB              | 2               | 1               | CS                 | 2                  | 0                  | -           | -           | -           | 34     | 3      |
| 2004                 | Vasco da Gama                 | CC+A                 | 6+0        | 0+0        | CB              | 2               | 1               | -                  | -                  | -                  | -           | -           | -           | 8      | 1      |
| Totale Vasco da Gama | Totale Vasco da Gama          | Totale Vasco da Gama | 6+32       | 0+3        |                 | 2               | 1               |                    | 2                  | 0                  |             | -           | -           | 42     | 4      |
| 2004                 | Atlético-PR                   | A                    | 17         | 2          | CB              | 0               | 0               | -                  | -                  | -                  | -           | -           | -           | 17     | 2      |
| 2005                 | Atlético-PR                   | CP                   | 4          | 0          | -               | -               | -               | -                  | -                  | -                  | -           | -           | -           | 4      | 0      |
| Totale Atlético-PR   | Totale Atlético-PR            | Totale Atlético-PR   | 17+4       | 2+0        | -               | -               | -               | -                  | -                  | -                  |             | -           | -           | 21     | 2      |
| 2005                 | Club de Regatas Vasco da Gama | A                    | 33         | 7          | CB              | 0               | 0               | -                  | -                  | -                  | -           | -           | -           | 33     | 7      |
| 2006                 | Club de Regatas Vasco da Gama | CC + A               | 11+26      | 3+8        | CB              | 12              | 3               | CS                 | 1                  | 0                  | -           | -           | -           | 50     | 14     |
| 2007                 | Club de Regatas Vasco da Gama | CC + A               | 12+7       | 1+3        | CB              | 3               | 0               | -                  | -                  | -                  | -           | -           | -           | 22     | 4      |
| 2008                 | Club de Regatas Vasco da Gama | CC + A               | 16+11      | 6+1        | CB              | 8               | 1               | -                  | -                  | -                  | -           | -           | -           | 35     | 8      |
| Totale Vasco da Gama | Totale Vasco da Gama          | Totale Vasco da Gama | 39+77      | 10+19      | 23              | 4               | 1               | 0                  |                    |                    |             | -           | -           | 140    | 33     |
| 2008                 | Corinthians                   | CC + B               | 0+3        | 0+0        | CB              | 0               | 0               | -                  | -                  | -                  | -           | -           | -           | 3      | 0      |
| Totale               | Totale                        | Totale               | 49+129     | 10+24      | 25              | 5               | 1               | 0                  |                    |                    |             |             |             | 206    | 39     |

## Palmarès

### Club

#### Competizioni nazionali
- Campionato Carioca: 1

Vasco da Gama: 2003
- Campionato Paranaense: 1

Atlético-PR: 2005
- Campionato brasiliano di seconda divisione: 1

Corinthians: 2008
- Campionato brasiliano: 1

Corinthians: 2011